# Liste der Kulturdenkmäler in Darmstadt/Darmstadt West
Die folgende Liste enthält die in der Denkmaltopographie ausgewiesenen Kulturdenkmäler auf dem Gebiet  der  Stadt Darmstadt, Hessen.
Hinweis: Die Reihenfolge der Denkmäler in dieser Liste orientiert sich zunächst an Stadtteilen und anschließend der Anschrift, alternativ ist sie auch nach der Bezeichnung, der vom Landesamt für Denkmalpflege vergebenen Nummer oder der Bauzeit sortierbar.
Kulturdenkmäler werden fortlaufend im Denkmalverzeichnis des Landes Hessen durch das Landesamt für Denkmalpflege Hessen auf Basis des Hessischen Denkmalschutzgesetzes (HDSchG) geführt. Die Schutzwürdigkeit eines Kulturdenkmals hängt nicht von der Eintragung in das Denkmalverzeichnis des Landes Hessen oder der Veröffentlichung in der Denkmaltopographie ab.

Diese Teilliste umfasst die Kulturdenkmäler im Stadtbereich Darmstadt-West.

## Kulturdenkmäler nach Stadtbereichen

### Darmstadt West

#### August-Euler-Flugplatz
| Bild            | Bezeichnung        | Lage                                                           | Beschreibung | Bauzeit | Objekt-Nr. |
| --------------- | ------------------ | -------------------------------------------------------------- | ------------ | ------- | ---------- |
| Bild gesucht BW | DFS-Werkstatthalle | Am Bessunger Weg (Eberhardtstraße) LageFlur: 117, Flurstück: 3 |              |         | 12604 DDB  |

#### Gewerbegebiet West
| Bild                                                                     | Bezeichnung                                            | Lage                                                                                          | Beschreibung | Bauzeit      | Objekt-Nr. |
| ------------------------------------------------------------------------ | ------------------------------------------------------ | --------------------------------------------------------------------------------------------- | --- | ------------ | ---------- |
| Denkmalgeschütztes Gebäude in Darmstadt, Am Herrnacker 8-14              | Gesamtanlage Am Herrnacker                             | Am Herrnacker 8–14 (grd.) LageFlur: 16, Flurstück: 21/1, 21/9, 21/13, 21/14                   | Viergeschossige Wohnzeile mit Kleinwohnungen entworfen von Wilhelm Kohl, errichtet durch die Hessische gemeinnützige AG (Hegemag)                                                                                        | 1929         | 9278 DDB   |
| Berliner Meilenstein                                                     | Berliner Meilenstein                                   | Berliner Allee LageFlur: 17, Flurstück: 64/315                                                | |              | 950326 DDB |
| Brunnenanlage                                                            | Brunnenanlage                                          | Berliner Allee 5 LageFlur: 17, Flurstück: 64/153                                              | |              | 926139 DDB |
| Schlotter-Relief                                                         | Schlotter-Relief                                       | Berliner Allee 5 LageFlur: 17, Flurstück: 64/153                                              | Relief / Wandbild von Gotthelf Schlotter |              | 9277 DDB   |
| Brunnen „Die Betonringe“                                                 | Brunnen „Die Betonringe“                               | Berliner Allee 6, 8 LageFlur: 17, Flurstück: 64/303, 64/44                                    | |              | 9279 DDB   |
| Künstlerisch gestaltete Säulen                                           | Künstlerisch gestaltete Säulen                         | Berliner Allee 8 LageFlur: 17, Flurstück: 64/44                                               | |              | 926140 DDB |
| Bild gesucht BW                                                          | Schlotter-Wandbilder im WELLA-Gebäude                  | Berliner Allee 65 LageFlur: 17, Flurstück: 1/107                                              | |              | 9280 DDB   |
| weitere Bilder                                                           | Ringlokschuppen                                        | Mainzer Straße 124 LageFlur: 37, Flurstück: 100/50                                            | |              | 926093 DDB |
| Gesamtanlage Graphisches Viertel                                         | Gesamtanlage Graphisches Viertel                       | Havelstraße 5–13 (ungrd.), 7A, 16, 26, Spreestraße3, 3A, 5, 7, Schöfferstraße 2 Lage          | |              | 926059 DDB |
| Bürogebäude                                                              | Bürogebäude                                            | Havelstraße 5 LageFlur: 17, Flurstück: 64/163                                                 | |              | 926058 DDB |
| Mosaikpflasterweg                                                        | Mosaikpflasterweg                                      | Holzhofallee LageFlur: 17, Flurstück: 73/2, 73/3                                              | |              | 926073 DDB |
| Portalbau Röhm                                                           | Portalbau Röhm                                         | Kirschenallee 45 LageFlur: 16, Flurstück: 64/5                                                | |              | 12605 DDB  |
| Röhm-Pavillon                                                            | Röhm-Pavillon                                          | Kirschenallee 45 (Ecke Bismarckstraße) LageFlur: 16, Flurstück: 169/2                         | Architektur aus den 1950er Jahren, typisch für die Nachkriegsmoderne, als Kombination aus dunkelroten Klinkern mit einer funktionalen Stahl-Glas-Fassade. Rundbau vor dem Fabrikgebäude der Firma Evonik, ehemals: Röhm. | 1950er Jahre | 9282 DDB   |
| Röhm-Fabrikgebäude                                                       | Röhm-Fabrikgebäude                                     | Kirschenallee 45 (Ecke Bismarckstraße) LageFlur: 16, Flurstück: 169/2                         | Mehrgeschossigen Klinkerkubus mit einer geometrischen Stahl-Glas-Fensterteilung und Flachdach. | 1950er Jahre | 9282 DDB   |
| Produktionsgebäude                                                       | Produktionsgebäude                                     | Kirschenallee 45 LageFlur: 16, Flurstück: 64/5                                                | | 1950er Jahre | 926057 DDB |
| Denkmalgeschütztes Gebäude in Darmstadt, Rößlerstraße                    | Verwaltungsgebäude Röhm, nördlicher Gebäudeteil        | Kirschenallee 45 (neben Rößlerstraße) LageFlur: 16, Flurstück: 54/3                           | | 1956         | 9293 DDB   |
| Denkmalgeschütztes Gebäude in Darmstadt, Rößlerstraße, Ecke Dovilostraße | Verwaltungsgebäude Röhm, südlicher Gebäudeteil         | Kirschenallee 45 (neben Rößlerstraße, Ecke Dovilostraße) LageFlur: 16, Flurstück: 64/5, 299/1 | | 1956         | 9293 DDB   |
| Ehemalige Fabrik Alter                                                   | Ehemalige Fabrik Alter                                 | Kirschenallee 88 LageFlur: 37, Flurstück: 48/6                                                | |              | 9285 DDB   |
| weitere Bilder                                                           | Ehemalige Zeppelinhalle                                | Landwehrstraße 52, 50, 48B LageFlur: 16, Flurstück: 4/14–16                                   | | 1923         | 9287 DDB   |
| zwei Ehemalige Lokschuppen, nördlicher Schuppen                          | zwei Ehemalige Lokschuppen, nördlicher Schuppen        | Mainzer Straße 106 LageFlur: 37, Flurstück: 100/19                                            | | 1950er Jahre | 926094 DDB |
| zwei Ehemalige Lokschuppen, südlicher Schuppen                           | zwei Ehemalige Lokschuppen, südlicher Schuppen         | Mainzer Straße 106 LageFlur: 37, Flurstück: 100/19                                            | | 1950er Jahre | 926094 DDB |
| Ehemalige Großherzogliche Landwirtschaftskammer                          | Ehemalige Großherzogliche Landwirtschaftskammer        | Rheinstraße 62 LageFlur: 17, Flurstück: 64/291                                                | | 1914         | 9289 DDB   |
| Bild gesucht BW                                                          | Gesamtanlage Rheinstraße                               | Rheinstraße 64-96a (grd.) LageFlur: 17, Flurstück:                                            | |              | 12606 DDB  |
| Denkmalgeschützte Bronzeschale in Darmstadt, Rheinstraße 99              | Bronzeschale auf dem Gelände der Firma Gebrüder Roeder | Rheinstraße 101 LageFlur: 16, Flurstück: 255/1                                                | geschaffen vom Darmstädter Künstler Robert Cauer | 1929         | 9291 DDB   |
| weitere Bilder                                                           | Atriumgebäude der Hochschule Darmstadt                 | Schöfferstraße 1 LageFlur: 17, Flurstück: 64/239                                              | |              | 926060 DDB |

#### Hauptbahnhof/Tann
| Bild                                                                                     | Bezeichnung                                                                  | Lage | Beschreibung | Bauzeit       | Objekt-Nr. |
| ---------------------------------------------------------------------------------------- | ---------------------------------------------------------------------------- | --- | --- | ------------- | ---------- |
| Verkehrspavillon                                                                         | Verkehrspavillon                                                             | Am Fürstenbahnhof 1 LageFlur: 16, Flurstück: 274/2 | Auch als Tempelgebäude bezeichnet. Eingeschossiger – ab Mai 2017 als Gaststätte „Initiative Essbares Darmstadt“ genutzter – Verkehrspavillon mit Walmdach vier Säulen auf der Front und ummauerter Gartenanlage auf der Rückseite.                                                                                      |               | 9305 DDB   |
| Wandbrunnen am Tempel                                                                    | Wandbrunnen am Tempel                                                        | Am Fürstenbahnhof 1 LageFlur: 16, Flurstück: 274/2 | Von Friedrich Pützer 1911 entworfen und von dem Jugendstilbildhauer Heinrich Jobst ausgeführt. Drei Nischen mit üppigen Blumenvasen verziert, im Zwischenraum der Nischen sind muschelförmige Steine angebracht, aus denen Wasser in ein flaches Becken fließt.                                                         | 1912          | 9305 DDB   |
| Verwaltungsgebäude                                                                       | Verwaltungsgebäude                                                           | Am Fürstenbahnhof 2 LageFlur: 16, Flurstück: 337/15 | |               | 9306 DDB   |
| Brunnen des Darmstädter Verkehrsvereins                                                  | Brunnen des Darmstädter Verkehrsvereins                                      | Am Fürstenbahnhof 2 LageFlur: 16, Flurstück: 337/26 | Stiftung vom Darmstädter Verkehrsverein, von Friedrich Pützer 1911 entworfen und von dem Jugendstilbildhauer Fölmi ausgeführt. Brunnenschale mit einer sechs Meter hohen Kalksteinsäule, die mit einer Krone von Ernst Riegel abschließt.                                                                               | 1911 bis 1912 | 9307 DDB   |
| weitere Bilder                                                                           | Fürstenbahnhof                                                               | Am Fürstenbahnhof 3, 4, 5 LageFlur: 16, Flurstück: 337/26 | |               | 9307 DDB   |
| weitere Bilder                                                                           | Hauptbahnhof                                                                 | Am Hauptbahnhof 20, Poststraße 14 LageFlur: 16, Flurstück: 337/26 | | 1910/12       | 9307 DDB   |
| weitere Bilder                                                                           | Brücke                                                                       | Bismarckstraße 131, Zweifalltorweg, Hauptbahnhof LageFlur: 16, 37, Flurstück: 337/23, 337/26, 100/50 | Genietete Stahlbrücke | 1910          | 9295 DDB   |
| weitere Bilder                                                                           | Wasserturm                                                                   | Bismarckstraße 179 LageFlur: 37, Flurstück: 100/11 | | 1912          | 9296 DDB   |
| weitere Bilder                                                                           | Gesamtanlage Mettegangsiedlung                                               | Dornheimer Weg 63, 71, 75, Rabenaustraße 13, 21, 31, Michaelisstraße 3, 11 LageFlur: 37, Flurstück: | Bahnarbeitersiedlung | 1911/12       | 9298 DDB   |
| Rabenaubrunnen                                                                           | Rabenaubrunnen                                                               | Dornheimer Weg LageFlur: 37, Flurstück: 113 | | 1914          | 952368 DDB |
| Verwaltungsgebäude (Gebäude 2)                                                           | Sachgesamtheit ehem. Eisenbahn-Ausbesserungswerk, später Starkenburg-Kaserne | Dornheimer Weg 21 LageFlur: 37, Flurstück: 100/21 | | 1909          | 955457 DDB |
| östlicher Bunker nahe der Bahngleise                                                     | Spitzbunker                                                                  | Dornheimer Weg 21 LageFlur: 37, Flurstück: 100/21 | |               | 926092 DDB |
| Denkmalgeschütztes Gebäude (ehemaliges HEAG Umspannwerk) in Darmstadt, Dornheimer Weg 24 | Ehemaliges HEAG-Umspannwerk                                                  | Dornheimer Weg 24 (bei Rodensteinweg 2) LageFlur: 42, Flurstück: 1/140, 1/151, 1/153 | Eingeschossige Halle | 1926          | 9299 DDB   |
| Denkmalgeschütztes Gebäude (ehemaliges HEAG Umspannwerk) in Darmstadt, Dornheimer Weg 24 | Ehemaliges HEAG Umspannwerk                                                  | Rodensteinweg 2 (bei Dornheimer Weg 24) LageFlur: 42, Flurstück: 1/140 | Zweigeschossiges Gebäude | 1926          | 9299 DDB   |
| Bild gesucht BW                                                                          | Gesamtanlage Waldkolonie                                                     | Dornheimer Weg 28–44 (grd.), 56–68 (grd.), Illigweg, 1–28, 30–60 (grd.), Mettegangweg 6, 8, 10–26, 28–40 (grd.), Moldenhauerweg 1, 3–6, 8–12 (grd.), 14–18, 23, 25, 27, 29–42, 44, Paul-Gerhard-Platz 1, 5, 7, Rabenaustraße 32, 33, 35, 37, 37A, 43, 50–72 (grd.), Rodensteinweg 5–29 (ungrd.) Lage                                           | |               | 9303 DDB   |
| Genossenschaftliche Wohnhausgruppe                                                       | Genossenschaftliche Wohnhausgruppe                                           | Dornheimer Weg 32–44 (grd.) LageFlur: 42, Flurstück: 1/75 | | 1924/25       | 926084 DDB |
| Brücke                                                                                   | Brücke                                                                       | Eisenbahn (Rheinstraße) LageFlur: 17, Flurstück: 59/17 | | 1910/12       | 9313 DDB   |
| Wohnhaus                                                                                 | Wohnhaus                                                                     | Goebelstraße 32 LageFlur: 16, Flurstück: 267/11 | Dreigeschossiges Wohnhaus mit Flachdach von der Eisenbahnerbaugenossenschaft für den Bahnarzt Dr. Riemenschneider 1929 nach Plänen des Architekten Hermann Schieker im Stil des Backsteinexpressionismus erbaut. | 1929          | 9301 DDB   |
| Bild gesucht BW                                                                          | Gesamtanlage Illigweg                                                        | Illigweg 1-27, 2-28 LageFlur: 42, Flurstück: | Bahnarbeitersiedlung | um 1920       | 9303 DDB   |
| Bild gesucht BW                                                                          | Gesamtanlage Kiefernweg                                                      | Kiefernweg 1, 8, 9, Koblenzer Straße 2A, Michaelisstraße 16A–C, 18A–C, 18E Lage | Ehemalige Luftschiffer- und Funkerkaserne | um 1920       | 926088 DDB |
| Bild gesucht BW                                                                          | Fahrzeugunterstellhalle                                                      | Kiefernweg 8–10 LageFlur: 38, Flurstück: 297 | |               | 955106 DDB |
| Ehemalige Reithalle                                                                      | Ehemalige Reithalle                                                          | Kiefernweg 8–10 LageFlur: 38, Flurstück: 297 | |               | 926087 DDB |
| weitere Bilder                                                                           | Ehemalige Lessingschule                                                      | Paul-Gerhard-Platz 5 LageFlur: 41, Flurstück: 134 | | 1929          | 926085 DDB |
| Platz der Deutschen Einheit                                                              | Platz der Deutschen Einheit                                                  | Platz der deutschen Einheit, Poststraße 1, 5–13 (ungrd.), 17, Poststraße, Platz der Deutschen Einheit 21, Hauptbahnhof, Goebelstraße, Am Hauptbahnhof, Am Fürstenbahnhof 1, 2 LageFlur: 16, Flurstück: 267/15, 267/26, 267/27, 267/5, 267/6, 274/2, 331/1, 333/1, 333/2, 334, 335/1, 336/1, 337/15, 337/21, 337/26, 337/9, 338/1, 338/2, 338/3 | Mosaikpflasterflächen vor dem Bahnhof |               | 9304 DDB   |
| Ehemaliges Bahnhofshotel                                                                 | Ehemaliges Bahnhofshotel                                                     | Platz der deutschen Einheit 21, Poststraße 17 LageFlur: 16, Flurstück: 267/5 | Kopfbau der gesamten Anlage Poststraße 7 bis 17, 1912 nach Plänen des Darmstädter Architekturbüros Markwort und Seibert erbaut. in den 1980er Jahren restauriert, das Gebäude wird als Büro- und Geschäftshaus genutzt.                                                                                                 | 1912          | 9308 DDB   |
| Ehemaliges Hotel zur Post                                                                | Ehemaliges Hotel zur Post                                                    | Poststraße 5 LageFlur: 16, Flurstück: 267/26, 267/27 | Das ehemalige Hotel zur Post wurde 1912 im Stile des Traditionalismus der Jahrhundertwende.nach Plänen des Darmstädter Architekturbüros Markwort und Seibert erbaut. | 1912          | 9311 DDB   |
| Postamt                                                                                  | Postamt                                                                      | Poststraße 6 LageFlur: 16, Flurstück: 267/25, 337/5 | Das ehemalige Kaiserliche Postamt wurde im traditionalistischen Stil mit barockem Zierrat des Historismus nach Plänen des Frankfurter Architekten Friedrich Sander erbaut. Symmetrisches zweistöckiges Bauwerk mit großem Walmdach zeitgleich mit der Einweihung des Darmstädter Hauptbahnhofes im Jahre 1912 eröffnet. | 1912          | 9312 DDB   |
| Ehemaliges Miele-Haus                                                                    | Ehemaliges Miele-Haus                                                        | Poststraße 7, 9, 11, 13 LageFlur: 16, Flurstück: 267/6 | Ehemaliges Miele-Haus, nach Plänen des Darmstädter Architekturbüros Markwort und Seibert erbaut. Das Bauwerk gehört zu den schönsten Beispielen expressionistischer Architektur in Darmstadt. Zwischen ehemaligen Gebäuden Bahnhofshotel und Hotel Alte Post.                                                           | 1928          | 9309 DDB   |
| Ehemaliger Richthofenbunker                                                              | Ehemaliger Richthofenbunker                                                  | Rheinstraße 111 LageFlur: 42, Flurstück: 3/59 | Mozartturm, ehemaliger Luftschutz- und Flakbunker, Ausweichleitstand der Zivilverteidigung, ursprünglich nach dem deutschen Militärflieger Manfred Freiherr von Richthofen benannt. | 1939          | 9314 DDB   |
| Denkmalgeschützte Villa in Darmstadt – Siedlung Tann, Rheinstraße 300                    | Villa                                                                        | Rheinstraße 300, Siedlung Tann LageFlur: 107, Flurstück: 86/6 | | 1911          | 9315 DDB   |
| SIEGE-Block                                                                              | SIEGE-Block                                                                  | Schachtstraße 2, 4, 6, 8 LageFlur: 16, Flurstück: 267/3 | Dreiflüglige Wohnanlage im Stil des Backsteinexpressionismus 1926 nach Plänen der Architekten Hans Kleinschmidt und Hermann Schieker erbaut. | 1926          | 9317 DDB   |

#### Heimstättensiedlung
| Bild | Bezeichnung            | Lage                                                  | Beschreibung                     | Bauzeit | Objekt-Nr. |
| --- | ---------------------- | ----------------------------------------------------- | -------------------------------- | ------- | ---------- |
| Denkmalgeschütztes Gebäude in Darmstadt, Eschollbrücker Straße 42, ehemalige Trainkaserne                                                          | Ehemalige Trainkaserne | Eschollbrücker Straße 42 LageFlur: 49, Flurstück: 6/5 |                                  |         | 9211 DDB   |
| weitere Bilder | Matthäuskirche         | Heimstättenstraße 75 LageFlur: 49, Flurstück: 79/55   |                                  | 1950    | 9213 DDB   |
| Malerei von Eberhard Schlotter (auf Türblatt) im Sekretariat der Friedrich-Ebert-Schule in Darmstadt-Heimstättensiedlung, Pulverhäuserweg 31       | Friedrich-Ebert-Schule | Pulverhäuserweg 31 LageFlur: 50, Flurstück: 32/14     | Malereien von Eberhard Schlotter |         | 9215 DDB   |
| Malerei von Eberhard Schlotter (auf Türblatt) in der Bibliothek der Friedrich-Ebert-Schule in Darmstadt-Heimstättensiedlung, Pulverhäuserweg 31    | Friedrich-Ebert-Schule | Pulverhäuserweg 31 LageFlur: 50, Flurstück: 32/14     | Malereien von Eberhard Schlotter |         | 9215 DDB   |
| Wandgemälde von Eberhard Schlotter (Märchenmotive) im Untergeschoß der Friedrich-Ebert-Schule in Darmstadt-Heimstättensiedlung, Pulverhäuserweg 31 | Friedrich-Ebert-Schule | Pulverhäuserweg 31 LageFlur: 50, Flurstück: 32/14     | Malereien von Eberhard Schlotter |         | 9215 DDB   |

#### Waldfriedhof
Der Waldfriedhof wurde 1914 eingeweiht und 1922 endgültig fertiggestellt.
| Bild                                                                                            | Bezeichnung                                         | Lage                                            | Beschreibung | Bauzeit | Objekt-Nr. |
| ----------------------------------------------------------------------------------------------- | --------------------------------------------------- | ----------------------------------------------- | ------------ | ------- | ---------- |
| Geschäftspavillon                                                                               | Geschäftspavillon                                   | Am Waldfriedhof 19 LageFlur: 41, Flurstück: 5/4 |              |         | 9319 DDB   |
| Geschäftspavillon                                                                               | Geschäftspavillon                                   | Am Waldfriedhof 20 LageFlur: 41, Flurstück: 5/3 |              |         | 9319 DDB   |
| Geschäftspavillon                                                                               | Geschäftspavillon                                   | Am Waldfriedhof 21 LageFlur: 41, Flurstück: 5/4 |              |         | 9319 DDB   |
| Geschäftspavillon                                                                               | Geschäftspavillon                                   | Am Waldfriedhof 22 LageFlur: 41, Flurstück: 5/3 |              |         | 9319 DDB   |
| Geschäftspavillon                                                                               | Geschäftspavillon                                   | Am Waldfriedhof 23 LageFlur: 41, Flurstück: 5/4 |              |         | 9319 DDB   |
| Geschäftspavillon                                                                               | Geschäftspavillon                                   | Am Waldfriedhof 24 LageFlur: 41, Flurstück: 5/3 |              |         | 9319 DDB   |
| Brunnen                                                                                         | Brunnen                                             | Am Waldfriedhof 26 LageFlur: 41, Flurstück: 3/5 |              |         | 9319 DDB   |
| Säulengang                                                                                      | Säulengang                                          | Am Waldfriedhof 26 LageFlur: 41, Flurstück: 3/5 |              |         | 9319 DDB   |
| Denkmalgeschütztes Gebäude altes Krematorium Waldfrieden in Darmstadt, Am Waldfriedhof 26       | Krematorium                                         | Am Waldfriedhof 26 LageFlur: 41, Flurstück: 3/5 |              |         | 9319 DDB   |
| Verwaltungsgebäude                                                                              | Verwaltungsgebäude                                  | Am Waldfriedhof 26 LageFlur: 41, Flurstück: 3/5 |              |         | 9319 DDB   |
| Verwaltungsgebäude                                                                              | Verwaltungsgebäude                                  | Am Waldfriedhof 27 LageFlur: 41, Flurstück: 3/5 |              |         | 9319 DDB   |
| Grabmal L 1 f 74 Max Edler von Planitz                                                          | Grabmal L 1 f 74 Max Edler von Planitz              | Am Waldfriedhof 25 LageFlur: 41, Flurstück: 3/5 |              |         | 9324 DDB   |
| Grabmal L 2 h 1 August Buxbaum                                                                  | Grabmal L 2 h 1 August Buxbaum                      | Am Waldfriedhof 25 LageFlur: 41, Flurstück: 3/5 |              |         | 9320 DDB   |
| Denkmalgeschütztes Grabmal von Willy Merck auf dem Waldfriedhof im Darmstadt, Position L2k14/15 | Grabmal L 2 k 14/15 Willy Merck                     | Am Waldfriedhof 25 LageFlur: 41, Flurstück: 3/5 |              |         | 9325 DDB   |
| Grabmal L 3 b 2a ehemals Ludwig Wagner                                                          | Grabmal L 3 b 2a ehemals Ludwig Wagner              | Am Waldfriedhof 25 LageFlur: 41, Flurstück: 3/5 |              |         | 9326 DDB   |
| Grabmal L 3 b 3 Eugen Bracht                                                                    | Grabmal L 3 b 3 Eugen Bracht                        | Am Waldfriedhof 25 LageFlur: 41, Flurstück: 3/5 |              |         | 9327 DDB   |
| Grabmal L 3 b 5 J. P. M. Goebel                                                                 | Grabmal L 3 b 5 J. P. M. Goebel                     | Am Waldfriedhof 25 LageFlur: 41, Flurstück: 3/5 |              |         | 9328 DDB   |
| Grabmal L 3 f Französisches Kriegsgefangenendenkmal                                             | Grabmal L 3 f Französisches Kriegsgefangenendenkmal | Am Waldfriedhof 25 LageFlur: 41, Flurstück: 3/5 |              |         | 9329 DDB   |
| Grabmal L 6 a 15 Erasmus Kittler                                                                | Grabmal L 6 a 15 Erasmus Kittler                    | Am Waldfriedhof 25 LageFlur: 41, Flurstück: 3/5 |              |         | 9492 DDB   |
| Grabmal L 6 a 24 Gissinger                                                                      | Grabmal L 6 a 24 Gissinger                          | Am Waldfriedhof 25 LageFlur: 41, Flurstück: 3/5 |              |         | 9321 DDB   |
| Grabmal L 8 a 20 Mohr und Schmidt                                                               | Grabmal L 8 a 20 Mohr und Schmidt                   | Am Waldfriedhof 25 LageFlur: 41, Flurstück: 3/5 |              |         | 9322 DDB   |
| Grabmal von Friedrich Pützer auf dem Waldfriedhof in Darmstadt                                  | Grabmal L 8 a 51 Friedrich Pützer                   | Am Waldfriedhof 25 LageFlur: 41, Flurstück: 3/5 |              |         | 9331 DDB   |
| Grabmal L 9 c 178 Albin Müller                                                                  | Grabmal L 9 c 178 Albin Müller                      | Am Waldfriedhof 25 LageFlur: 41, Flurstück: 3/5 |              |         | 9323 DDB   |
| Grabmal R 12 b 57 von Brentano di Tremezzo                                                      | Grabmal R 12 b 57 von Brentano di Tremezzo          | Am Waldfriedhof 25 LageFlur: 41, Flurstück: 3/5 |              |         | 9336 DDB   |
| Grabmal R 2 a 1 Familie Schmitz                                                                 | Grabmal R 2 a 1 Familie Schmitz                     | Am Waldfriedhof 25 LageFlur: 41, Flurstück: 3/5 |              |         | 9332 DDB   |
| Grabmal R 3 c 2 Familie Ehrenhard                                                               | Grabmal R 3 c 2 Familie Ehrenhard                   | Am Waldfriedhof 25 LageFlur: 41, Flurstück: 3/5 |              |         | 9333 DDB   |
| Grabmal R 3 c 3 Familie Zinkann                                                                 | Grabmal R 3 c 3 Familie Zinkann                     | Am Waldfriedhof 25 LageFlur: 41, Flurstück: 3/5 |              |         | 9334 DDB   |
| Grabmal R 6 a 31 Familie Schmitt                                                                | Grabmal R 6 a 31 Familie Schmitt                    | Am Waldfriedhof 25 LageFlur: 41, Flurstück: 3/5 |              |         | 9335 DDB   |

## Abgegangene Kulturdenkmäler

### August-Euler-Flugplatz
| Bild            | Bezeichnung | Lage                                               | Beschreibung                         | Bauzeit | Objekt-Nr. |
| --------------- | ----------- | -------------------------------------------------- | ------------------------------------ | ------- | ---------- |
| Bild gesucht BW | DFS-Hangar  | August-Euler-Flugplatz LageFlur: 117, Flurstück: 3 | 2001 wegen Baufälligkeit abgerissen. |         |            |